# Wolfgang Stroebe
Wolfgang Stroebe (* 5. Mai 1941 in Pforzheim) ist ein deutscher Sozialpsychologe und Hochschullehrer.

## Wirken
Wolfgang Stroebe studierte nach seiner 1960 abgelegten Reifeprüfung am Kepler-Gymnasium in Pforzheim  Psychologie und Rechtswissenschaft an der Eberhard-Karls-Universität Tübingen und schloss sein Studium dort 1964 als Diplom-Psychologe ab. Anschließend wechselte er nach Münster und promovierte im Jahre 1966 an der Universität Münster bei Wilhelm Witte, nebenher studierte er dort Soziologie. 1968 erwarb er einen weiteren Doktortitel an der London School of Economics and Political Science. Es folgten Forschungsaufenthalte sowie Lehr- und Assistententätigkeiten an der University of North Carolina (1968 bis 1970), der University of Bristol (1970 bis 1971), der University of Sussex (1971 bis 1972) und der University of Massachusetts (1972 bis 1973). In den Jahren von 1973 bis 1979 hatte er eine Professur an der Philipps-Universität Marburg inne. Es folgte seine Lehr- und Forschungstätigkeit als Ordinarius an der Eberhard Karls Universität Tübingen von 1979 bis 1992, wo er von 1980 bis 1987 Direktor des Psychologischen Instituts war. Von 1992 bis 2005 war Stroebe Professor für Sozial- und Organisationspsychologie an der Universität Utrecht. Diese Professur wurde von 2006 bis zu seiner Emeritierung 2011 in eine Ehrenprofessur umgewandelt. Seither ist Stroebe als Honorarprofessor an der Reichsuniversität Groningen tätig.
Stroebe war außerdem in verschiedenen Gremien und Institutionen tätig und erfuhr zahlreiche Auszeichnungen. 2002 erhielt er die Ehrendoktorwürde der Universität Löwen. 2006 wurde er mit dem Königlich-niederländischen Orden Ridder in de Orde van de Nederlandsche Lieuw ausgezeichnet. Seit 2014 ist er Mitglied der Nationalen Akademie der Wissenschaften (Leopoldina) in Halle an der Saale.

## Veröffentlichungen (Auswahl)
- Eine experimentelle und theoretische Untersuchung des Volumen-Gewichts-Effekts. Dissertation Universität Münster 1966.
- (mit John Richard Eiser): Categorization and social judgment (= European monographs in social psychology, Bd. 3). Academic Press, London 1972, ISBN 0-12-235350-1.
- (Hrsg., mit Gerold Mikula): Sympathie, Freundschaft und Ehe. Psychologische Grundlagen zwischenmenschlicher Beziehungen. Huber, Bern 1977, ISBN 3-456-80391-5.
- (Hrsg.): Sozialpsychologie. Zwei Bände (= Wege der Forschung, Bd. 369 und Bd. 537). Wissenschaftliche Buchgesellschaft, Darmstadt 1978/1981.
- Grundlagen der Sozialpsychologie. Bd. 1.Klett-Cotta, Stuttgart 1980, ISBN 3-12-936940-6.
- (mit Kurt-Hermann Stapf und Klaus Jonas): Das Deutschlandbild amerikanischer Studenten (= Berichte aus dem Psychologischen Institut der Universität Tübingen, Bd. 15). Tübingen 1984.
- (mit Margaret S. Stroebe): Bereavement and health. The psychological and physical consequences of partner loss. Cambridge University Press, Cambridge 1987, ISBN 0-521-24470-6.
- (Hrsg.): The social psychology of intergroup conflict. Theory, research and applications. Springer, Heidelberg 1988, ISBN 3-540-17695-0.
- (mit Margaret S. Stroebe): Social psychology and health. Open University Press, Buckingham 1995, ISBN 0-335-09858-4 (deutsche Ausgabe: Lehrbuch der Gesundheitspsychologie. Klotz, Eschborn 1998, ISBN 3-88074-271-5).
- Dieting, overweight, and obesity. Self-regulation in a food-rich environment. American Psychological Association, Washington, D.C. 2008, ISBN 978-1-4338-0335-2.
- (mit Bob M. Fennis): The psychology of advertising. Psychology Press, Hove 2010, ISBN 978-1-138-87690-3 (2. Aufl. 2016).
- (Hrsg., mit Arie W. Kruglanski): Handbook of the history of social psychology. Psychology Press, New York 2012, ISBN 978-1-84872-868-4.
- (Hrsg., mit Johannes Ullrich und Miles Hewstone): Sozialpsychologie. 7. Aufl. Springer, Berlin 2023, ISBN 978-3-662-65296-1.